# Марсала
 Тази статия е за града в Италия.  За вида вино вижте Марсала (вино).  
Марсала (на италиански: Marsala) е пристанищен град и община на остров Сицилия в Италия, провинция Трапани. Населението му е 82 390 души по данни от преброяването през 2007 г.
Селището възниква през античността под името Лилебеум (на латински: Lilybaeum).

## Известни личности
- Алберто Д'Аскола
- Иняцио Боскето от Il Volo